# Ісундері
Ісундері (груз. ისუნდერი) — село в Грузії.
За даними перепису населення 2014 року в селі проживає 94 особи.